# سیارک ۶۴۸۵
سیارک ۶۴۸۵ (به انگلیسی: 6485 Wendeesther، نامگذاری:1990UR1) شش هزار و چهارصد و هشتاد و پنجمین سیارک کشف شده‌است که در ۲۵ اکتبر ۱۹۹۰ کشف شد.
قدر مطلق سیارک برابر ۱۴٫۱۰ است.